# Basilica di Sant'Eustorgio
La basilica di Sant'Eustorgio (nome originario paleocristiano basilica trium magorum) è una basilica cattolica, situata nell'omonima piazza a Milano, nei pressi di Porta Ticinese. Successivamente dedicata a Eustorgio di Milano, venne edificata in epoca romana tardoimperiale nel periodo in cui la città romana di Mediolanum (la moderna Milano) era capitale dell'Impero romano d'Occidente (ruolo che ricoprì dal 286 al 402). È una delle basiliche paleocristiane di Milano.
La basilica fu fondata probabilmente intorno all'anno 344. Secondo la tradizione, Sant'Eustorgio ricevette direttamente dall'imperatore Costante I, come dono, un enorme sarcofago di pietra contenente le reliquie dei Magi, da cui il nome originario paleocristiano della basilica, proveniente dalla Basilica di Santa Sofia di Costantinopoli (dove erano stati inumati diversi decenni prima dall'imperatrice Sant'Elena, che li aveva ritrovati durante il suo pellegrinaggio in Terra santa). L'attuale facciata della basilica, il cui progetto originale era risalente al secolo XII, è frutto di un restauro in stile neoromanico, compiuto dall'ingegnere Giovanni Brocca tra il maggio 1864 e l'agosto 1865.
Nel transetto destro della basilica è collocato un antico sarcofago romano che conteneva, secondo la tradizione, le spoglie dei tre Magi che Eustorgio trasportò da Costantinopoli alla basilica di Santa Tecla. Le reliquie, che furono trafugate durante il saccheggio delle truppe di Federico Barbarossa nel 1162, furono in parte restituite nel 1904 venendo custodite nella teca posta sopra l'altare della cappella dei Magi. Degne di nota sono anche la cappella dei Visconti e la cappella Portinari, mentre le opere d'arte presenti nella basilica di Sant'Eustorgio che hanno particolare valenza artistica sono l'ancona della Passione, l'arca di Gaspare Visconti, l'arca di san Pietro martire, il monumento funebre a Giacomo Brivio, il monumento funebre a Pietro Torelli e monumento funebre di Stefano e Valentina Visconti.

## Storia

### L'antica basilica paleocristiana

L'antica Milano romana (Mediolanum) sovrapposta alla Milano moderna. Il rettangolo più chiaro al centro, leggermente sulla destra, rappresenta la moderna piazza del Duomo, mentre il moderno Castello Sforzesco si trova in alto a sinistra, appena fuori dal tracciato delle mura romane di Milano. Al centro, indicato in rosso salmone, il foro romano di Milano, mentre in verde il quartiere del palazzo imperiale romano di Milano

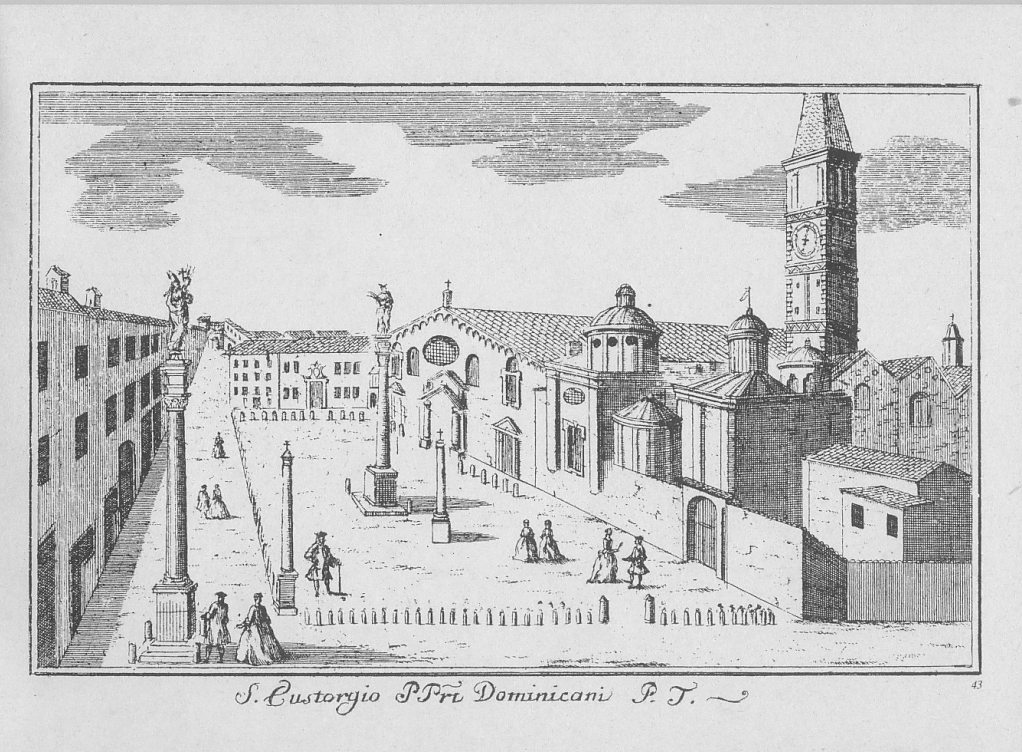
Marc'Antonio Dal Re, S. Eustorgio P. Padri Dominicani, Milano 1745

Con sant'Ambrogio iniziò un programma di costruzione di basiliche dedicate alle varie categorie di santi: una basilica per i profeti (la basilica prophetarum, in seguito ridenominata basilica di San Dionigi), una per gli apostoli (la basilica apostolorum, che poi prese il nome di basilica di San Nazaro in Brolo), una per i martiri (la basilica martyrum, che divenne in seguito la basilica di Sant'Ambrogio), una per le vergini (la basilica virginum, ridenominata poi basilica di San Simpliciano).
Erano infatti dedicate ciascuna ad una diversa famiglia di santi, dato che non esisteva ancora l'usanza di intitolare le chiese a un solo santo. Il nome originario paleocristiano basilica trium magorum della basilica di Sant'Eustorgio deriva invece dai tre magi, dedicazione poi cambiata in "Sant'Eustorgio".
La basilica fu fondata probabilmente intorno all'anno 344 in epoca romana tardoimperiale nel periodo in cui la città romana di Mediolanum (la moderna Milano) era capitale dell'Impero romano d'Occidente (ruolo che ricoprì dal 286 al 402). Secondo la tradizione, Sant'Eustorgio ricevette direttamente dall'imperatore Costante I, come dono, un enorme sarcofago di pietra contenente le reliquie dei Magi, proveniente dalla Basilica di Santa Sofia di Costantinopoli (dove erano stati inumati diversi decenni prima dall'imperatrice Sant'Elena, che li aveva ritrovati durante il suo pellegrinaggio in Terra santa).
Trasportato su un carro, questi si fermò nei pressi dei Corpi Santi di Milano, alle porte della città, poiché i buoi che trainavano l'enorme peso, ad un certo punto, crollarono affaticati. Il vescovo Eustorgio, però, interpretò il tutto come volontà delle reliquie stesse al fine di rimanere in quel punto, abbandonando l'idea di essere inumate nella Basilica di Santa Tecla, come era inizialmente previsto. Di conseguenza, venne fatto edificare un nuovo luogo di culto fuori dalle mura cittadine, ovvero una nuova basilica che in seguito venne intitolata proprio a Sant'Eustorgio, il quale chiese di esservi sepolto a sua volta proprio accanto ai Magi stessi.

### Mappa della Milano paleocristiana

Mappa dell'antica Milano romana (Mediolanum) (secoli III-V) con indicate le mura e le porte romane di Milano, il foro romano di Milano, il teatro romano di Milano, l'anfiteatro romano di Milano, il circo romano di Milano, l'area del palazzo imperiale romano di Milano (in rosa più tenue), la zecca romana di Milano, le terme Erculee, il mausoleo imperiale di Milano, la via Porticata con l'arco trionfale, i magazzini annonari romani di Milano (lat. horrea), il porto fluviale romano di Milano, i castelli romani di Milano e le basiliche paleocristiane di Milano

### Dal Medioevo a oggi

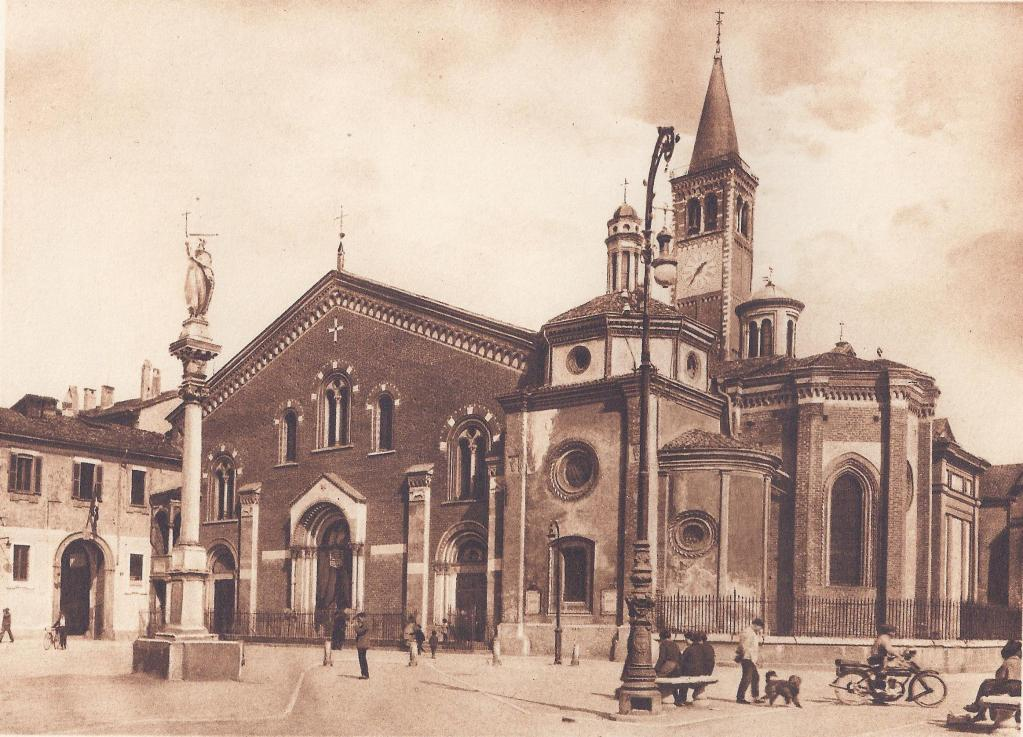
Basilica di Sant'Eustorgio, fine anni Venti del XX secolo

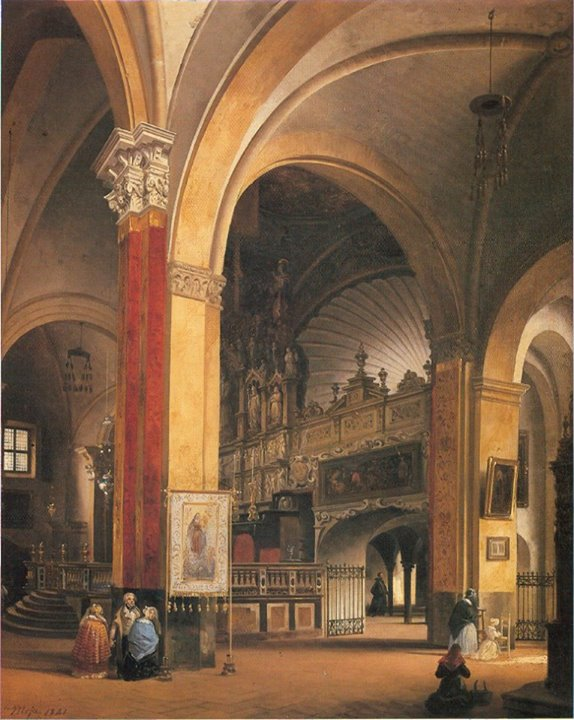
Federico Moja: interno della basilica precedente al suo restauro ottocentesco

Nel 1162, durante il saccheggio di Milano perpetrato dalle truppe dell'imperatore Federico Barbarossa, comandate da Rainaldo di Dassel, cancelliere imperiale del Barbarossa, si impossessò dei corpi dei Magi due anni dopo, facendoli trasferire nel Duomo di Colonia, dove tuttora si trovano custodite in un prezioso reliquiario realizzato dall'orafo Nicola di Verdun. Nella Basilica di Sant'Eustorgio rimase invece il grande sarcofago, sul cui coperchio vennero scolpite una stella ed una scritta settecentesca Sepulcrum trium Magorum; inoltre, sempre secondo la tradizione, alla città di Milano rimase soltanto una medaglia realizzata con una parte dell'oro donato dai Magi a Gesù, la quale viene esposta ad ogni Epifania vicino al grande sarcofago.
Nei secoli successivi, i milanesi tentarono invano di ottenere la restituzione delle reliquie a loro sottratte; fu soltanto nel 1903 che, grazie all'intervento del cardinal Andrea Carlo Ferrari, una piccola parte di esse ritornarono nella Basilica dall'anno successivo (due peroni, una tibia ed una vertebra) ed esse ancora oggi sono conservate in una teca vicino al sarcofago dei Magi.
Dal XIII secolo la basilica divenne la sede principale dell'Ordine domenicano a Milano. Nel 1219 Domenico di Guzman vi aveva inviato i primi due confratelli, Giacomo de Ariboldis da Monza e Robaldo di Albenga e l'anno successivo i frati si trasferirono nell'ospedale dei pellegrini presso la basilica, che gli fu definitivamente assegnata dal Papa l'11 aprile 1227.
Davanti alla chiesa, tra il 2 e il 9 settembre 1300, furono bruciati vivi, come eretici condannati al rogo, i capi della setta dei guglielmiti: Maifreda da Pirovano, Andrea Saramita, suora Giacoma dei Bassani, e le spoglie di Guglielma la Boema, prelevate dal cimitero dell'Abbazia di Chiaravalle.
Tra i secoli XV e XVI fu priore della basilica Teodoro da Sovico, noto per il suo confessionario. L'attuale facciata della basilica, il cui progetto originale era risalente al secolo XII, è frutto di un restauro in stile neoromanico, compiuto dall'ingegnere Giovanni Brocca tra il maggio 1864 e l'agosto 1865.

## Descrizione

### Esterno

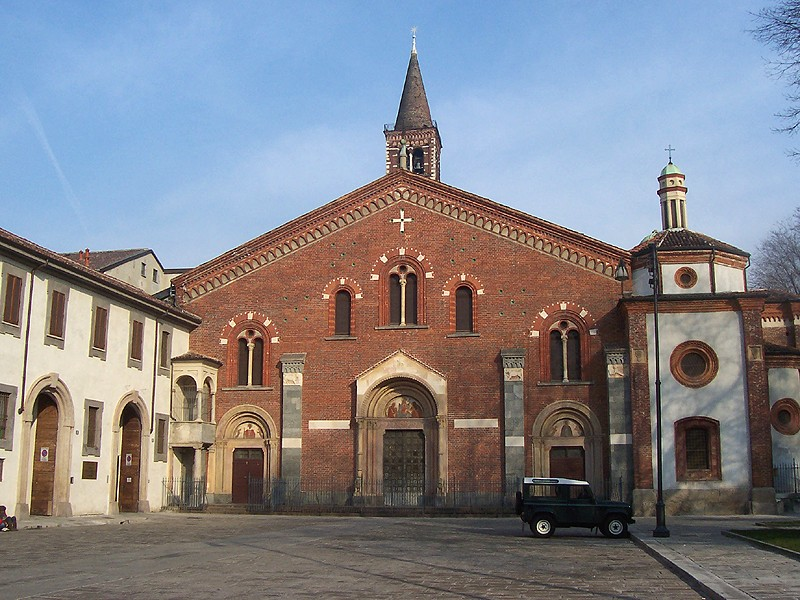
La facciata.

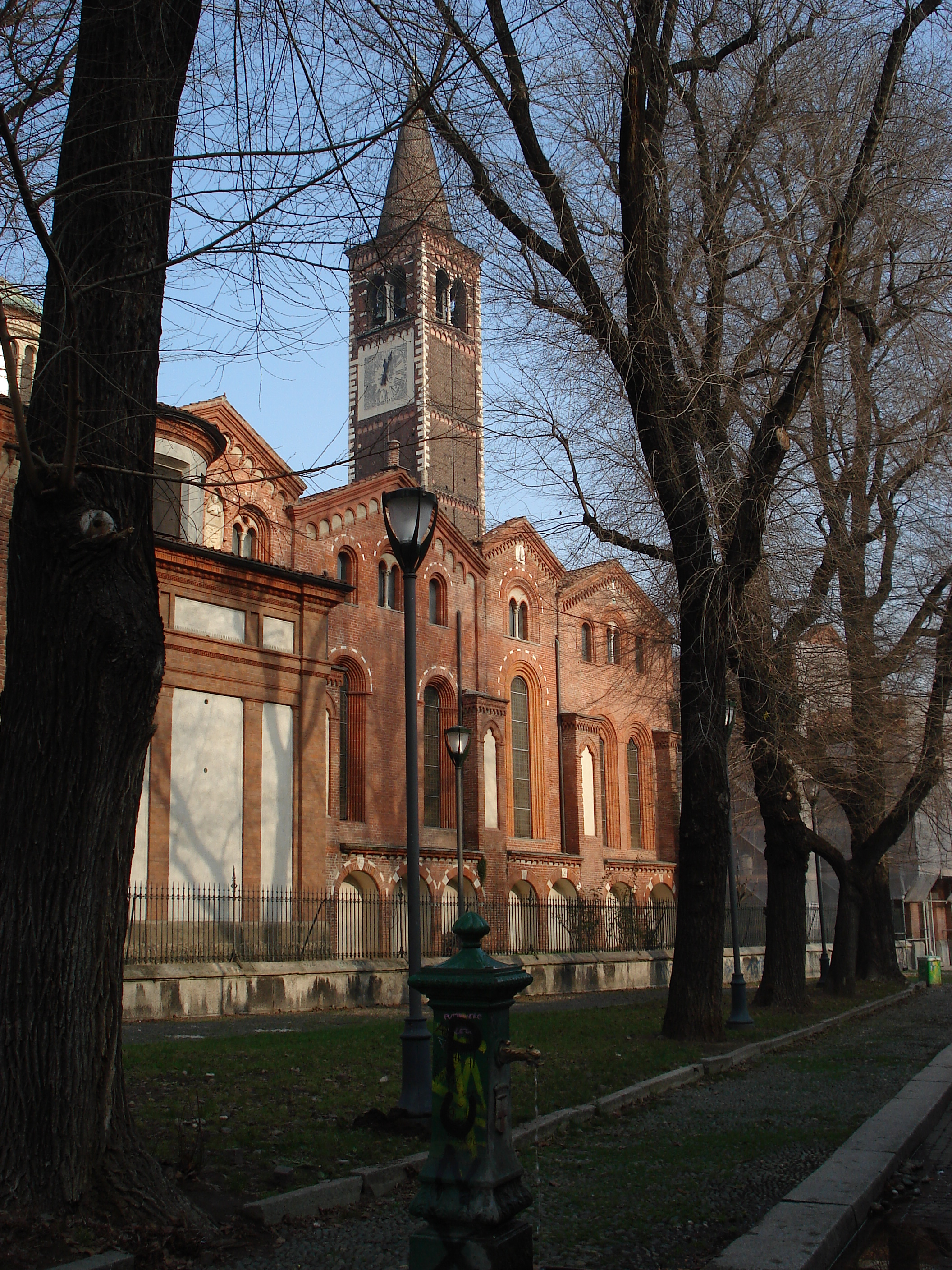
Il fianco della chiesa e il campanile.

La facciata presenta la tipica forma a capanna, con archetti sporgenti al di sotto del cornicione superiore, tre portali sormontati ciascuno da una lunetta musiva e una bifora con quella del portone centrale affiancata da due monofore. All'angolo sinistro, adiacente alla facciata del convento domenicano, vi è il pulpito dal quale predicava l'inquisitore Pietro Martire.
Sul fianco meridionale della basilica prospettano le absidi delle cappelle gentilizie edificate fra Trecento e Quattrocento (v. sotto), restaurate tra il 1864 e il 1872 dall'architetto Enrico Terzaghi, che le liberò dalle sovrastrutture accumulatesi tra il XVII e XVIII secolo. Preziosa fonte di notizie di prima mano sui restauri della basilica è costituita dalla cronaca redatta dal sacerdote Paolo Rotta, che seguì tutte le fasi dell'intervento insieme all'ingegner Andrea Pirovano Visconti: entrambi saranno protagonisti, qualche anno dopo, del salvataggio della chiesa di San Vincenzo in Prato.
Il campanile, posto sul retro della chiesa, venne eretto fra il 1297 e il 1309 secondo il tipico stile lombardo a mattoni e conci di pietra. Alto 75 metri, ospita un concerto di 6 campane. Sulla sommità, in luogo della consueta croce, è posta una stella a 8 punte, simbolo della stella che guidò i Magi a Betlemme. Il campanile ospitò il primo orologio pubblico d'Italia.

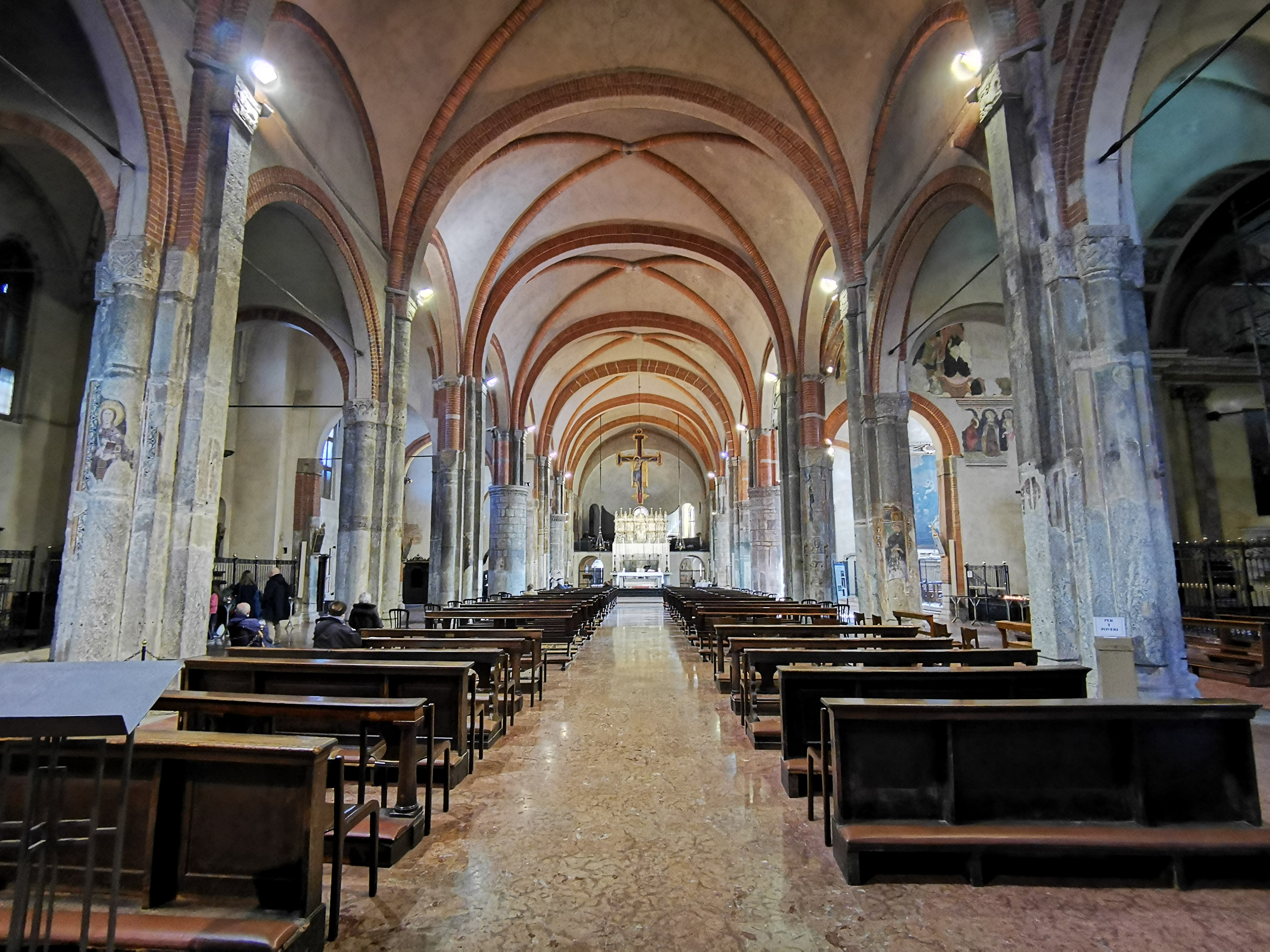
L'interno.

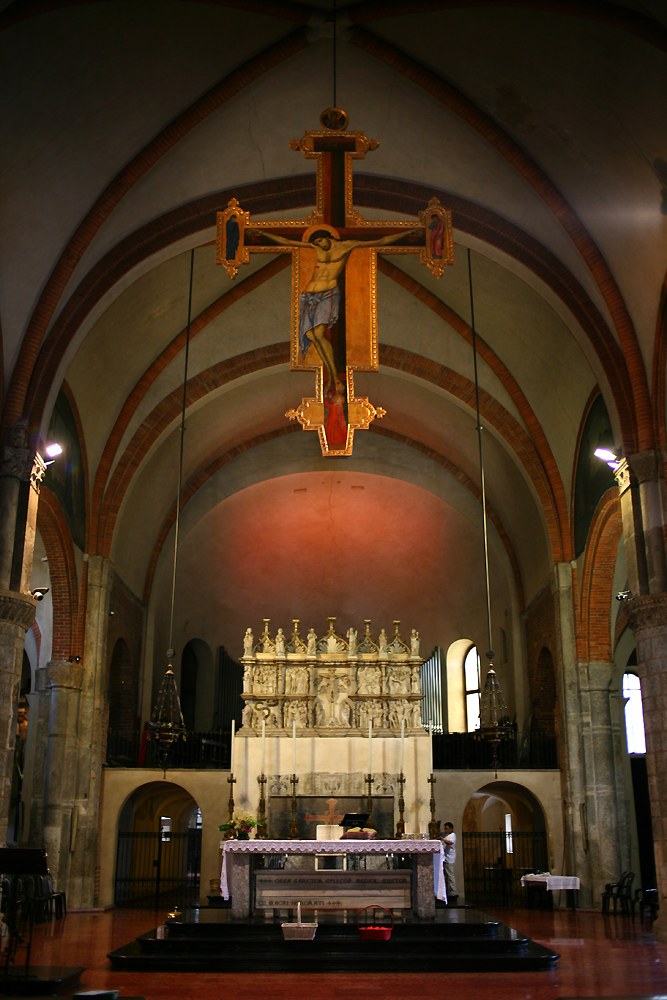
Il presbiterio

### Interno
L'interno della basilica, dalla porta maggiore all'abside, misura in lunghezza 70 metri ed è suddiviso in tre navate senza tramezza sormontate da volte a crociera con cordonature cilindriche. La larghezza, escluse le cappelle, è di 24 metri. Sono presenti sette coppie di pilastri a fascio, cinque dei quali composti in modo eterogeneo con coppie alternate di semi colonne e paraste.
Di seguito vengono indicati i siti e le opere d'interesse storico artistico facenti parte del complesso della basilica.

### Altare maggiore
A decorazione dell'altare maggiore è posta l'Ancona della Passione, commissionata alla fine del Trecento da Gian Galeazzo Visconti, realizzata da più scultori tra i quali Jacopino da Tradate: il polittico in marmo è composto da nove formelle scolpite in rilievo. L'ancona è coronata da statue di santi e cuspidi.

#### Cimitero paleocristiano
Gli scavi archeologici condotti negli anni cinquanta e sessanta del secolo XX hanno portato alla luce frammenti di sepolture, lapidi e vasi che testimoniano l'antichità delle pratiche di culto nell'area cimiteriale della basilica.

#### Sala Capitolare dell'ex convento domenicano
Vi è conservata la statua in pietra, risalente alla fine del secolo XIII, di Sant'Eugenio Vescovo, vissuto nel secolo IX e grande sostenitore del rito ambrosiano.

#### Sacrestia monumentale
Vi sono conservate numerose reliquie, preziosi reliquiari e oggetti votivi in argento e metalli dorati dal secolo XIV al XVII.

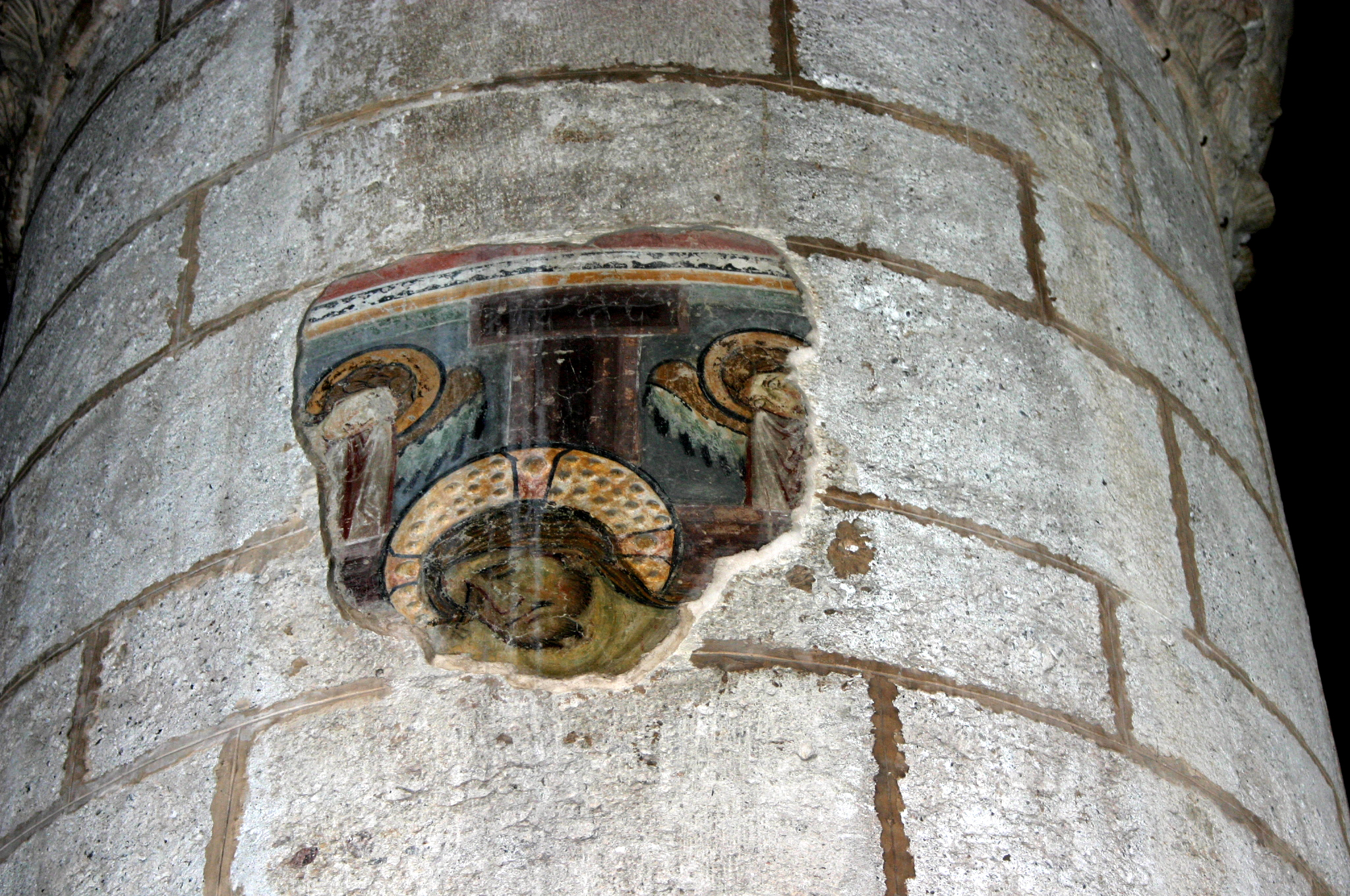
Frammento di affresco su pilone

#### Organo a canne
A ridosso della conca dell'abside, si trova l'organo a canne, costruito nel 1962 dalla ditta organaria milanese Balbiani Vegezzi-Bossi.
Lo strumento, a trasmissione elettrica con consolle mobile indipendente in navata, alla sinistra del presbiterio, ha due tastiere di 61 note ciascuna ed una pedaliera concavo-radiale di 32. La mostra dell'organo è composta da canne di principale disposte a palizzata con cassa limitata al basamento.

#### Cripta e Cappellina degli Angeli

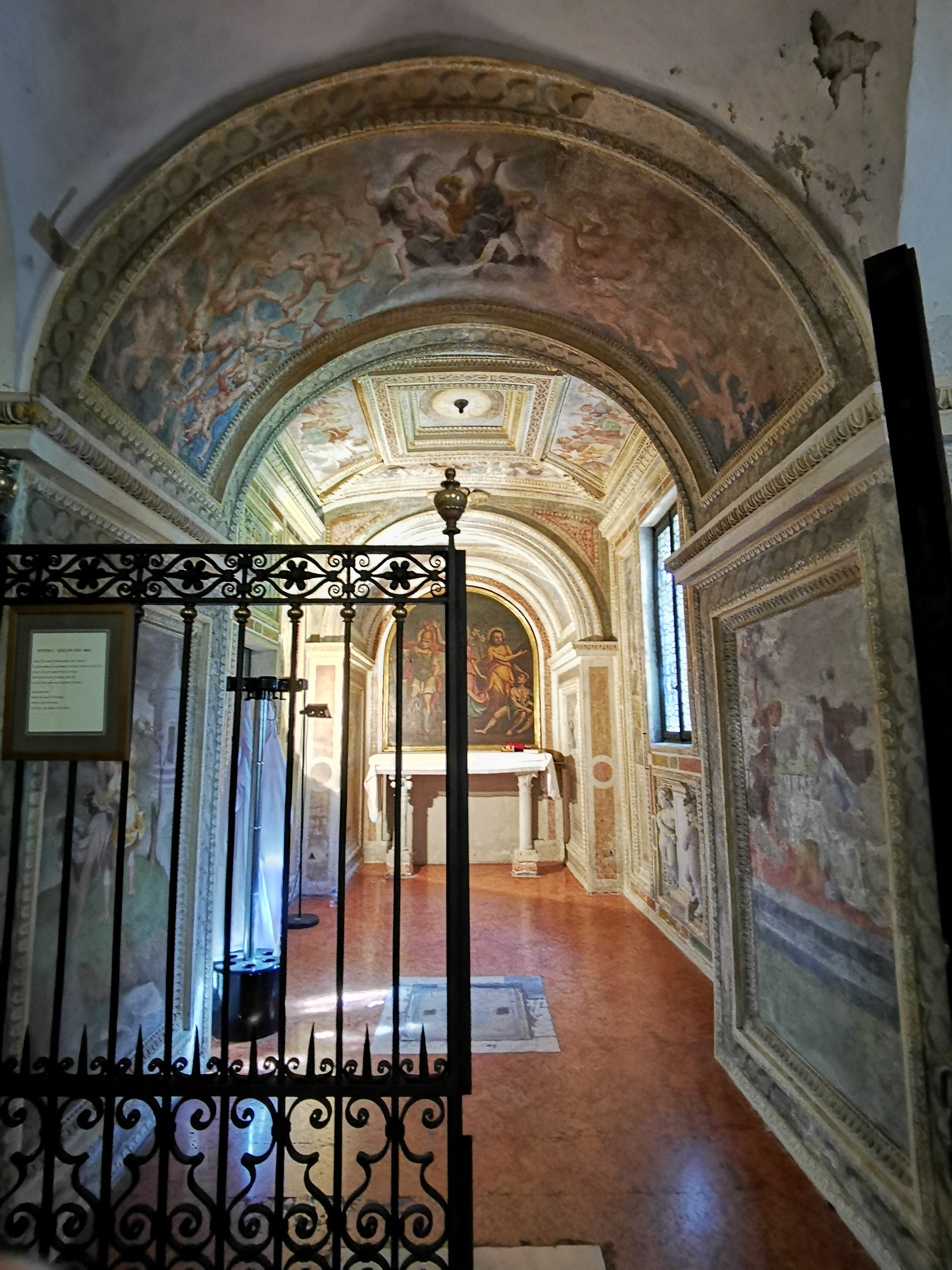
Cappellina degli Angeli

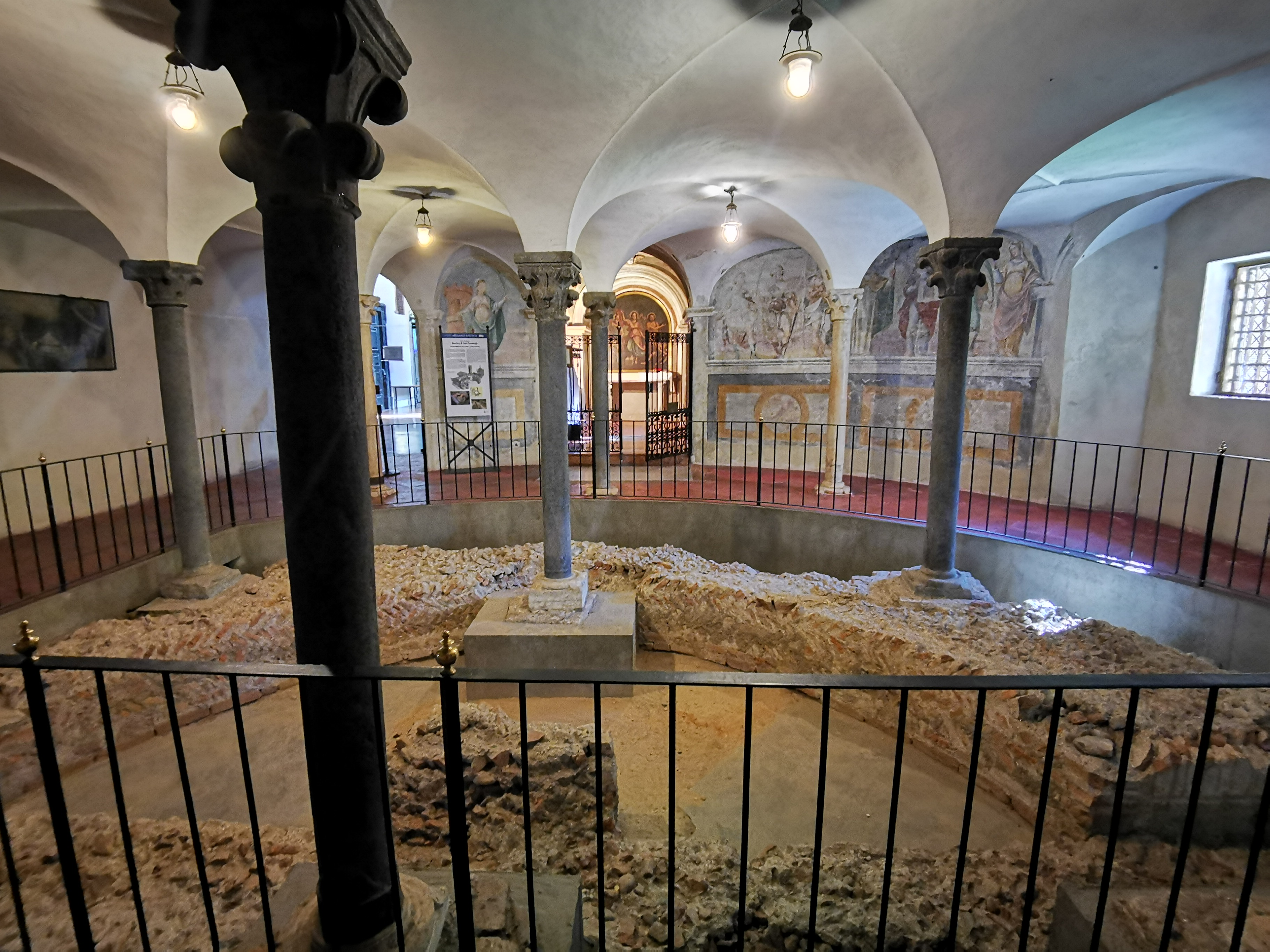
Rovine paleocristiane

Dietro l'altare maggiore, in corrispondenza della zona absidale sotto il livello del pavimento, sono visibili i resti di una primitiva aula basicale paleocristiana.
Nel sottocoro si apre una piccola cappella, interamente decorata con stucchi e affreschi recanti episodi della Bibbia e dei Vangeli, realizzati da Carlo Urbino nel 1575. Sulla pareti della cripta, la Leggenda dei Sette dormienti, anch'essa di Carlo Urbino.

#### Ancona dei Magi
Voluta dalla Confraternita del tre Re Magi per ornare l'altare della cappella dei Santi Re Magi, è un capolavoro della scultura milanese del 1347, realizzata da maestranze influenzate da Giovanni di Balduccio. Il trittico è costituito da tre formelle cuspidate, contenenti episodi della vita dei Tre Magi. In particolare, al centro è rappresentata l'Adorazione dei Magi, con un concerto angelico sullo sfondo. A sinistra, Annuncio dell'angelo ai magi e la loro partenza, mentre a destra I magi sono ricevuti da Erode. Funge da paliotto d'altare un bassorilievo, anch'esso trecentesco, ritenuto un frammento della tomba di Uberto III Visconti, un tempo conservata nella chiesa.
Sotto la mensa, recentemente spostata secondo le norme post conciliari, un sarcofago duecentesco accoglie le spoglie dei Santi Eustorgio, Magno e Onorato.

### Cappelle di Sant'Eustorgio

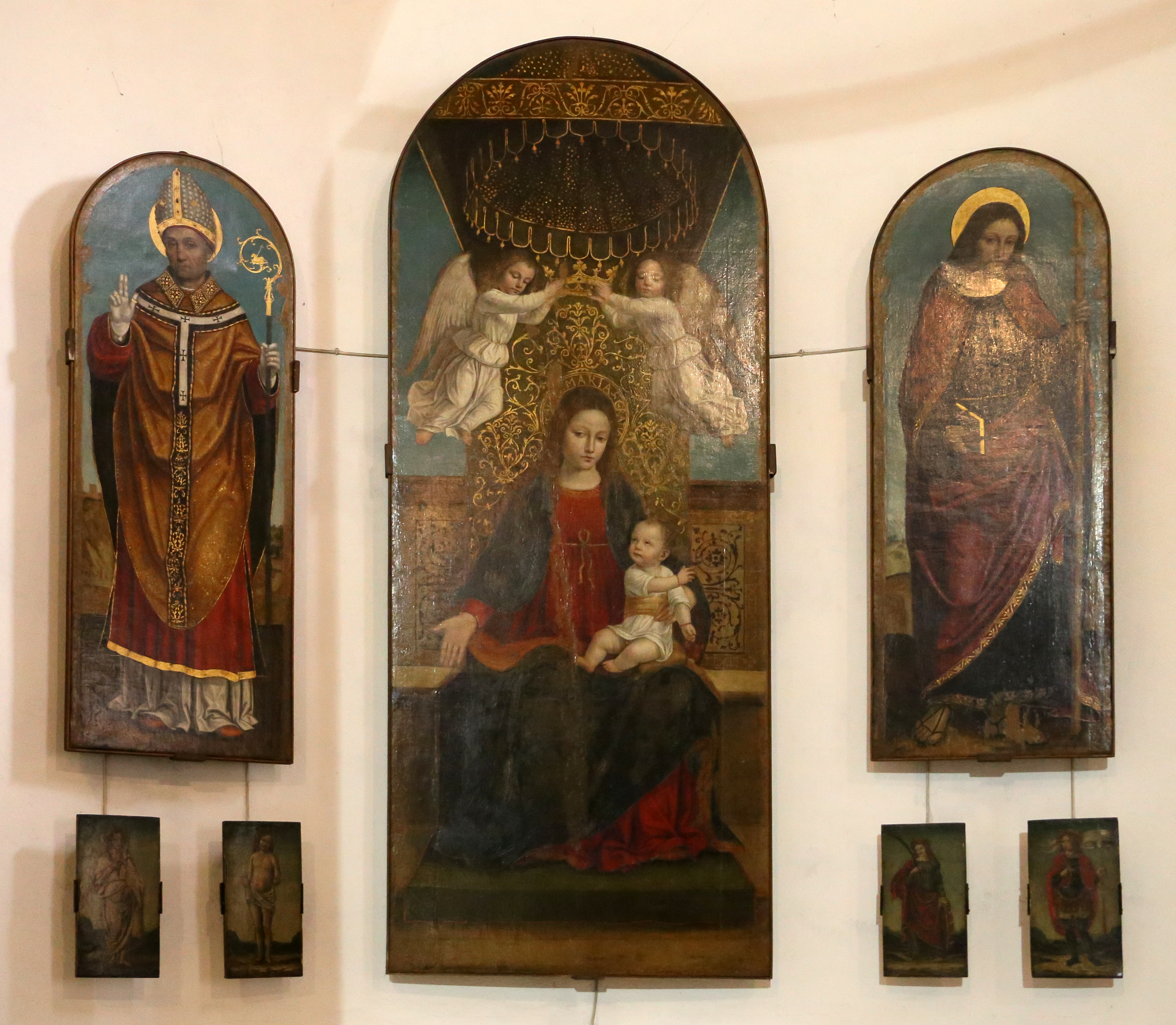
Bergognone, Madonna con Bambino fra san Giacomo apostolo e sant'Enrico vescovo.

Sul fianco destro della basilica, nonché tra la Sacrestia Monumentale (v. sopra) e la Cappella Portinari (v. sotto), si possono ammirare le seguenti cappelle gentilizie.

#### Cappella Brivio

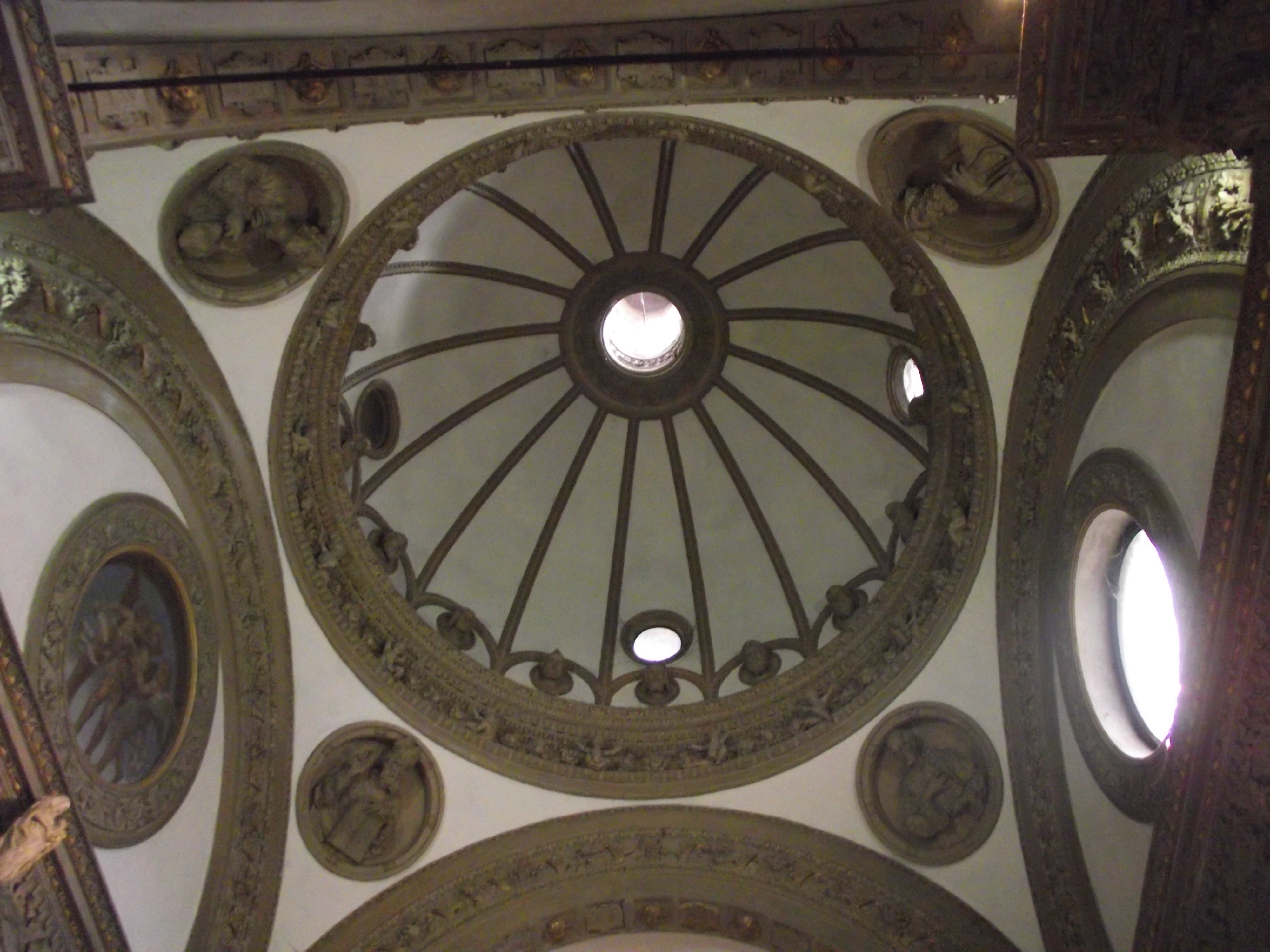
La volta della Cappella Brivio.

Cappella gentilizia di forme rinascimentali fatta edificare nel 1484 dalla famiglia Brivio, cui appartenevano importanti feudatari e magistrati della corte di Ludovico il Moro. Accoglie un polittico del secolo XV, capolavoro di Ambrogio da Fossano, che rappresenta una Madonna con bambino fra San Giacomo apostolo e Sant'Enrico vescovo.
Sulla parete sinistra si trova il monumento sepolcrale di Giacomo Stefano Brivio. Il monumento fu commissionato dal figlio Giovanni Francesco Brivio allo scultore Francesco Cazzaniga e completato dopo la morte di quest'ultimo (1486) dal fratello Tommaso Cazzaniga e da Benedetto Briosco, attivi negli stessi anni alla Certosa di Pavia. Il sarcofago rettangolare in marmo bianco si eleva su colonne a candelabra decorate con motivi floreali. Al di sopra del sepolcro si trovano le figure del Padre Eterno benedicente fra Angeli inginocchiati e una Madonna col bambino. L'arca è ornata da cinque bassorilievi: l'Annunciazione, la Natività, l'Adorazione dei Magi, la Circoncisione e la Fuga in Egitto.

#### Cappella Torelli o di San Domenico

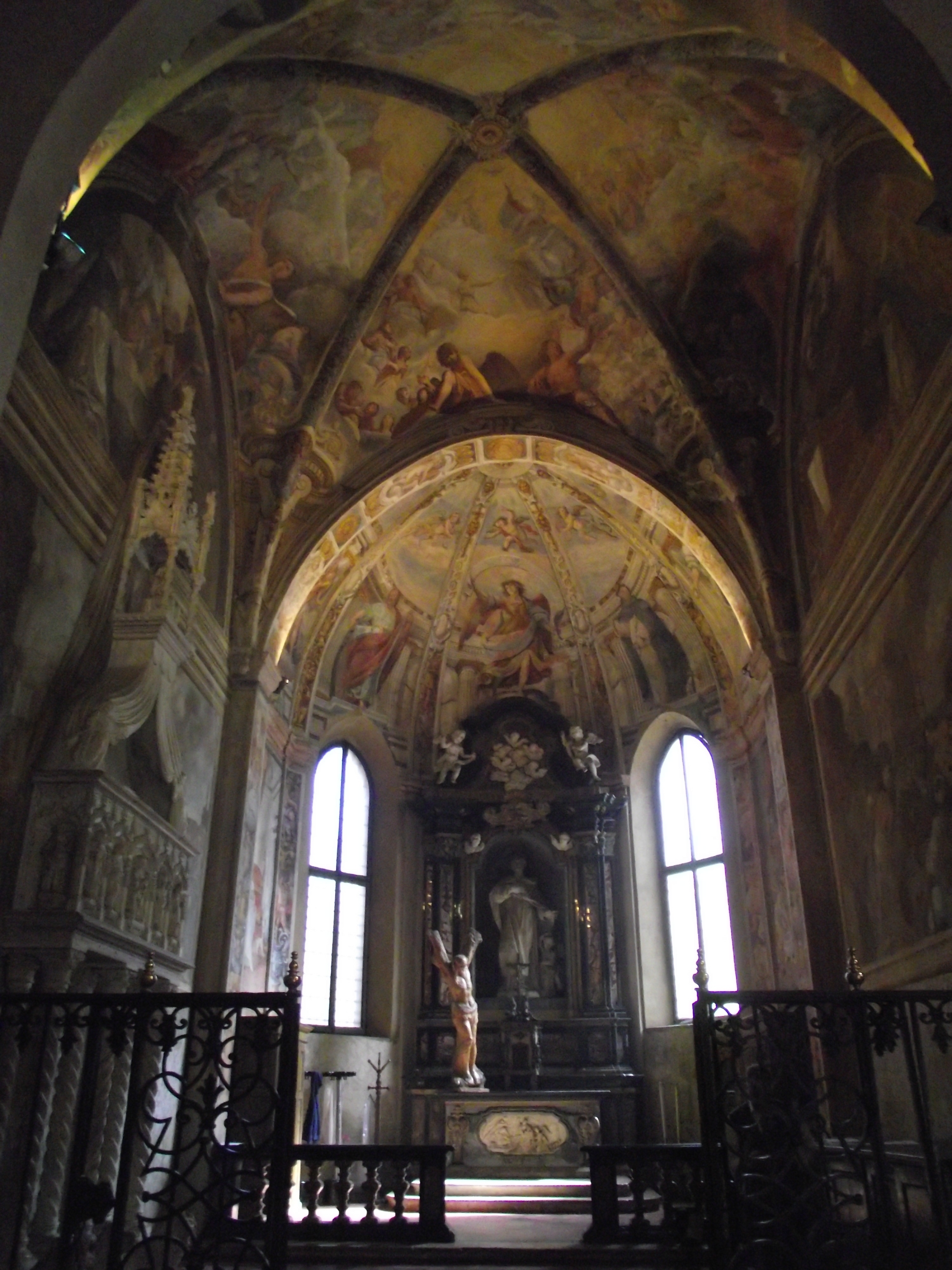
La Cappella Torelli.

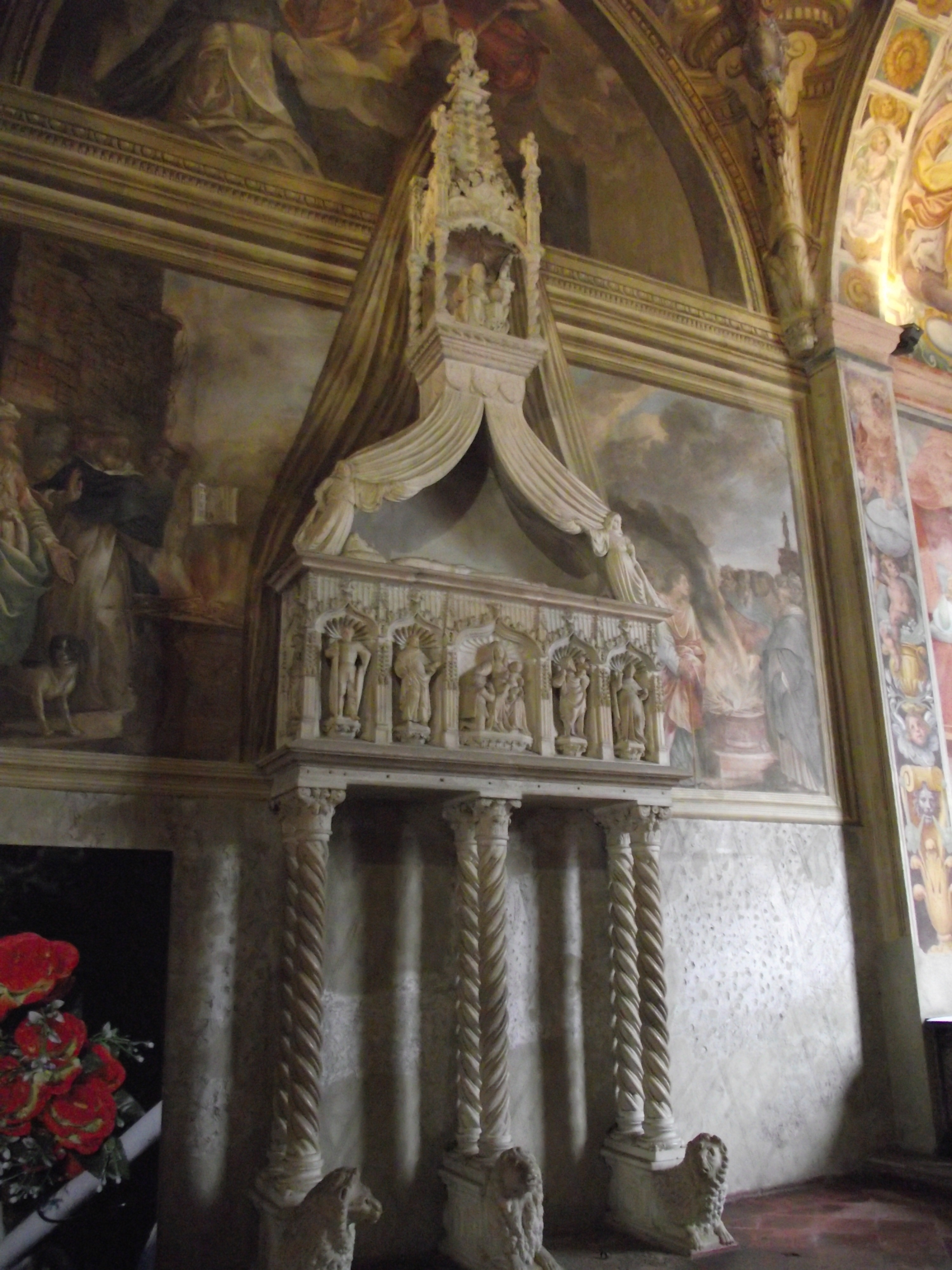
Martino Benzoni e Luchino Cernuschi, Monumento funebre a Pietro Torelli.

Costruita dalla famiglia Torelli tra il 1422 e il 1439 in stile gotico. Di particolare valore il monumento funebre a Pietro Torelli realizzato da Martino Benzoni e Luchino Cernuschi. Il sarcofago poggia su sei eleganti colonne tortili, cui fanno da basamento tre leoni accucciati con espressioni fortemente caratterizzate e diverse fra loro. Una raffinata decorazione tardo-gotica copre la cassa, entro cui si aprono cinque nicchie con quattro santi ai lati e al centro la Madonna col Bambino. Il gruppo centrale è composto da Madonna in trono col Bambino, che pone la mano sul capo del defunto inginocchiato in contemplazione. La morbidezza delle vesti e l'inconsueto gesto protettivo della Madonna conferiscono grande dolcezza alla rappresentazione. Sopra il sarcofago si trova il defunto giacente e un baldacchino coronato da una fastosa edicola con Dio Padre benedicente.
La decorazione ad affresco della volta e delle pareti si deve a Giovan Mauro della Rovere, detto il Fiammenghino, eseguita nel 1636 mentre l'altare marmoreo di San Domenico è del XVIII secolo.

#### Cappella del Rosario o Crotta Caimi
L'originaria struttura quattrocentesca fu trasformata in forme tardo barocche da Francesco Croce (1732). Vi si trova la venerata statua della Madonna del Rosario. Sulla parete sinistra, grande tela di Ambrogio da Figino raffigurante Sant'Ambrogio sconfigge gli ariani e, sotto di essa, il sarcofago funerario trecentesco di Protasio Caimi, attribuito a Bonino da Campione.

#### Cappella Visconti o di San Tommaso
La cappella, realizzata su commissione di Matteo Visconti nel secolo XIII, accoglie il crocifisso, del medesimo periodo, dipinto del maestro che decorò la cappella Dotto nella chiesa degli Eremitani a Padova.
Sulla volta, affreschi trecenteschi con i Quattro Evangelisti, sulla parete sinistra affresco del Trionfo di San Tommaso ed il monumento funebre di Stefano e Valentina Visconti, opera di maestri campionesi.

#### Cappella di San Vincenzo Ferrer
È stata decorata alla fine del Cinquecento da Carlo Urbino e Andrea Pellegrini. Pala d'altare del Fiammenghino raffigurante la Madonna col Bambino, San Francesco e Santa Lucia.

#### Cappella Visconti
Vi sono collocati l'Arca di Gaspare Visconti, dei signori di Angera e Fontaneto e di Agnese Besozzi, tutti risalenti alla prima metà del Quattrocento. All'altare, pala con San Tommaso davanti al crocifisso della scuola di Camillo Procaccini.

#### Cappella dei Torriani o di San Martino
Gli affreschi della volta, opera di Michelino da Besozzo e databili intorno al 1440, rappresentano i simboli dei quattro evangelisti. Sulla parete sinistra La strage degli Innocenti di Giovan Cristoforo Storer.

#### Cappella dei Magi

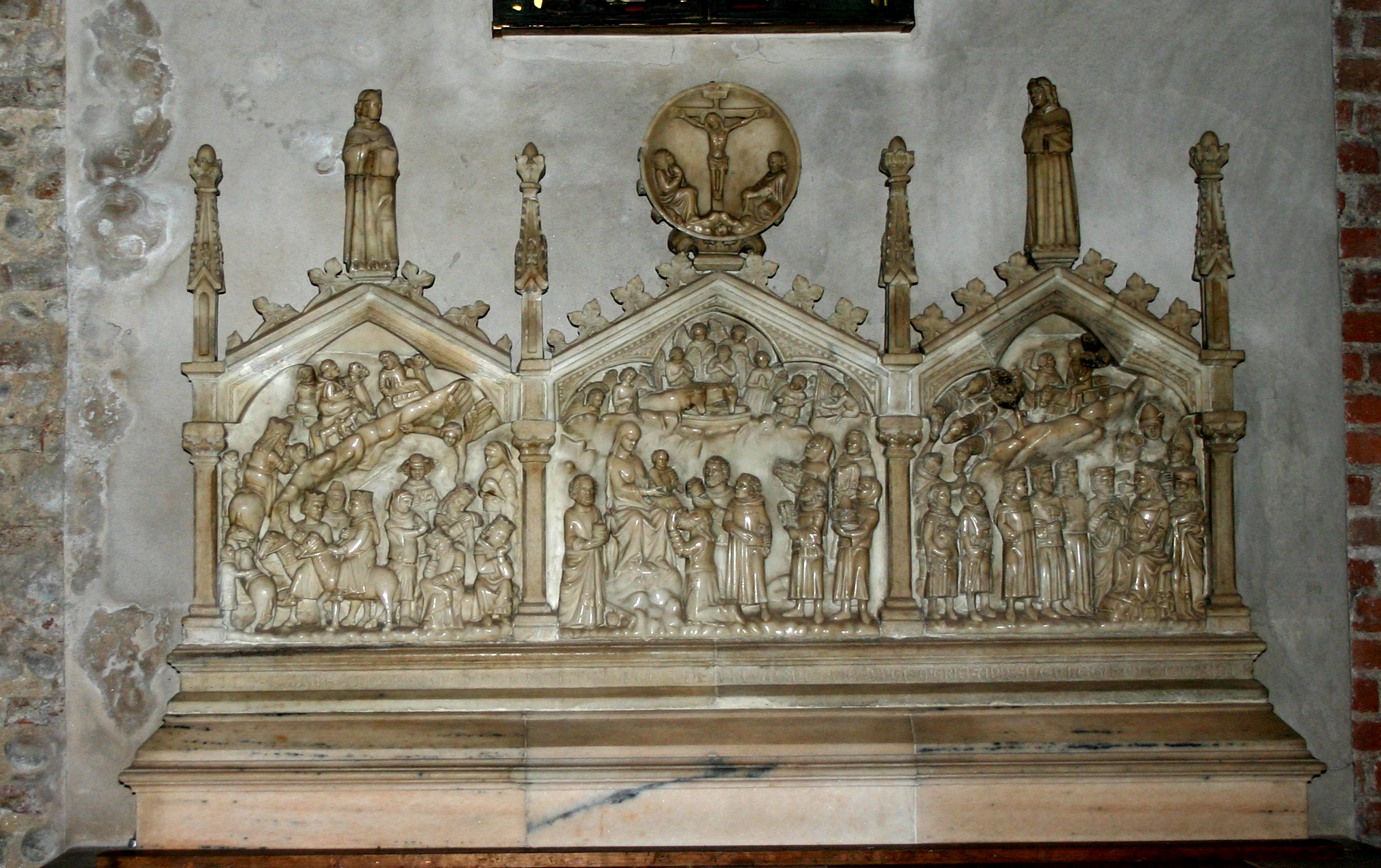
Polittico marmoreo nella cappella dei Re Magi

Nel transetto destro della basilica è collocato un antico sarcofago romano che conteneva, secondo la tradizione, le spoglie dei tre Magi che Eustorgio trasportò da Costantinopoli alla basilica di Santa Tecla. Come già detto, le reliquie furono trafugate durante il saccheggio delle truppe di Federico Barbarossa nel 1162. In parte restituite nel 1904, sono attualmente custodite nella teca posta sopra l'altare della cappella.
A fianco del sarcofago, l'affresco trecentesco con Sant'Eustorgio benedicente. Sull'arcone d'ingresso, in alto, un dipinto di fine Quattrocento raffigura l'Adorazione dei Magi.

#### Cappella di San Paolo
Detta anche dell'Annunciata o Secchi, si trova sul lato sinistro della basilica, tra la Sacrestia Monumentale (v. sopra) e la Cappella Portinari (v. sotto). Nel 1620 Daniele Crespi ne decorò la volta con San Paolo rapito in cielo e la scena della Visitazione sulla parete sinistra. Nella campata antistante la cappella è collocato l'affresco strappato della Madonna del latte attribuita al maestro dei giochi Borromeo.

#### Cappella di San Francesco
Detta anche degli Arluno (dall'omonima famiglia nobiliare), si trova sul lato opposto alla Cappella di San Paolo (v. sopra). Sulla parete destra affresco trecentesco con Cristo che appare a San Domenico.

#### La cappella Portinari

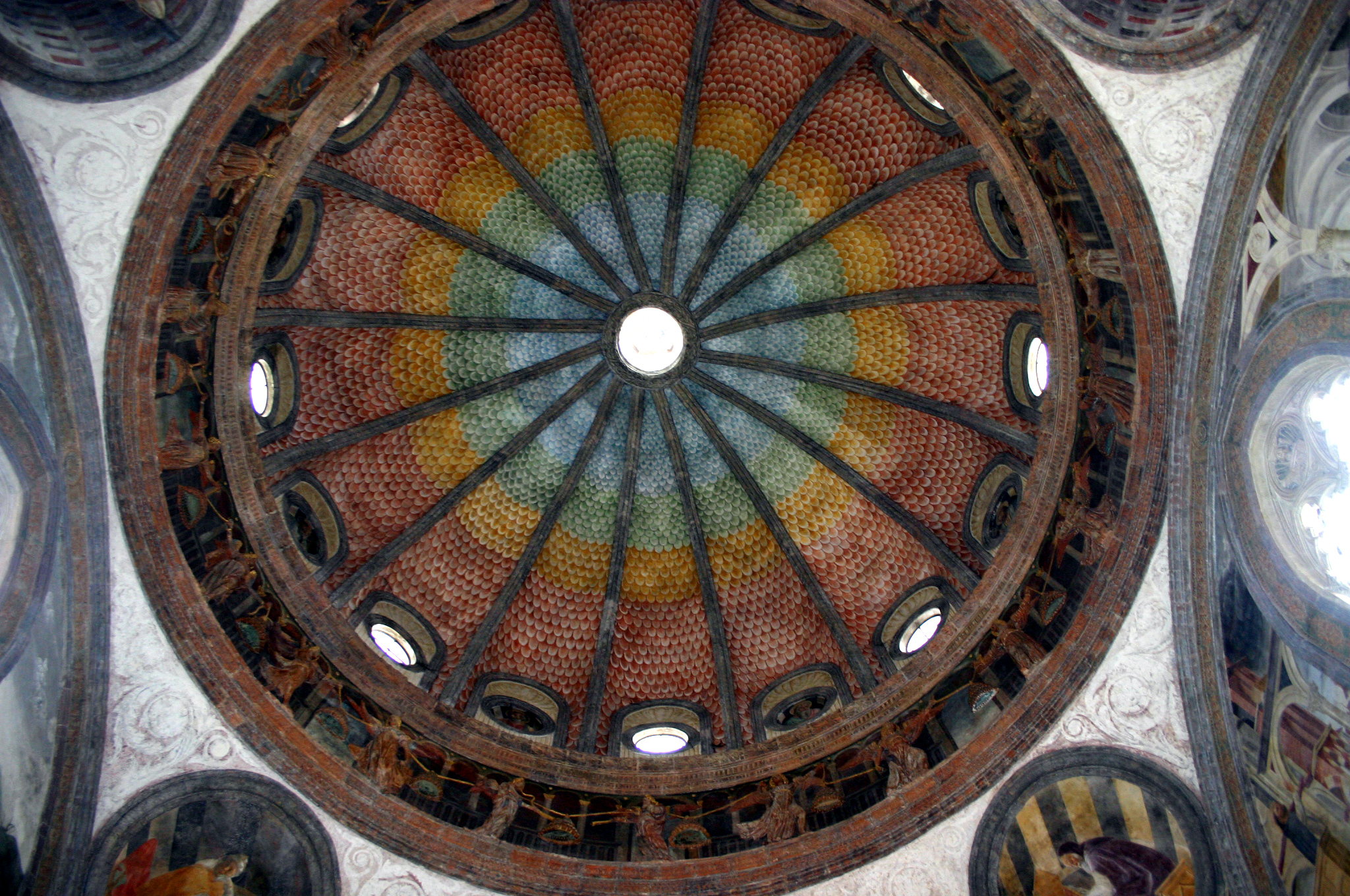
Cupola della Cappella Portinari.

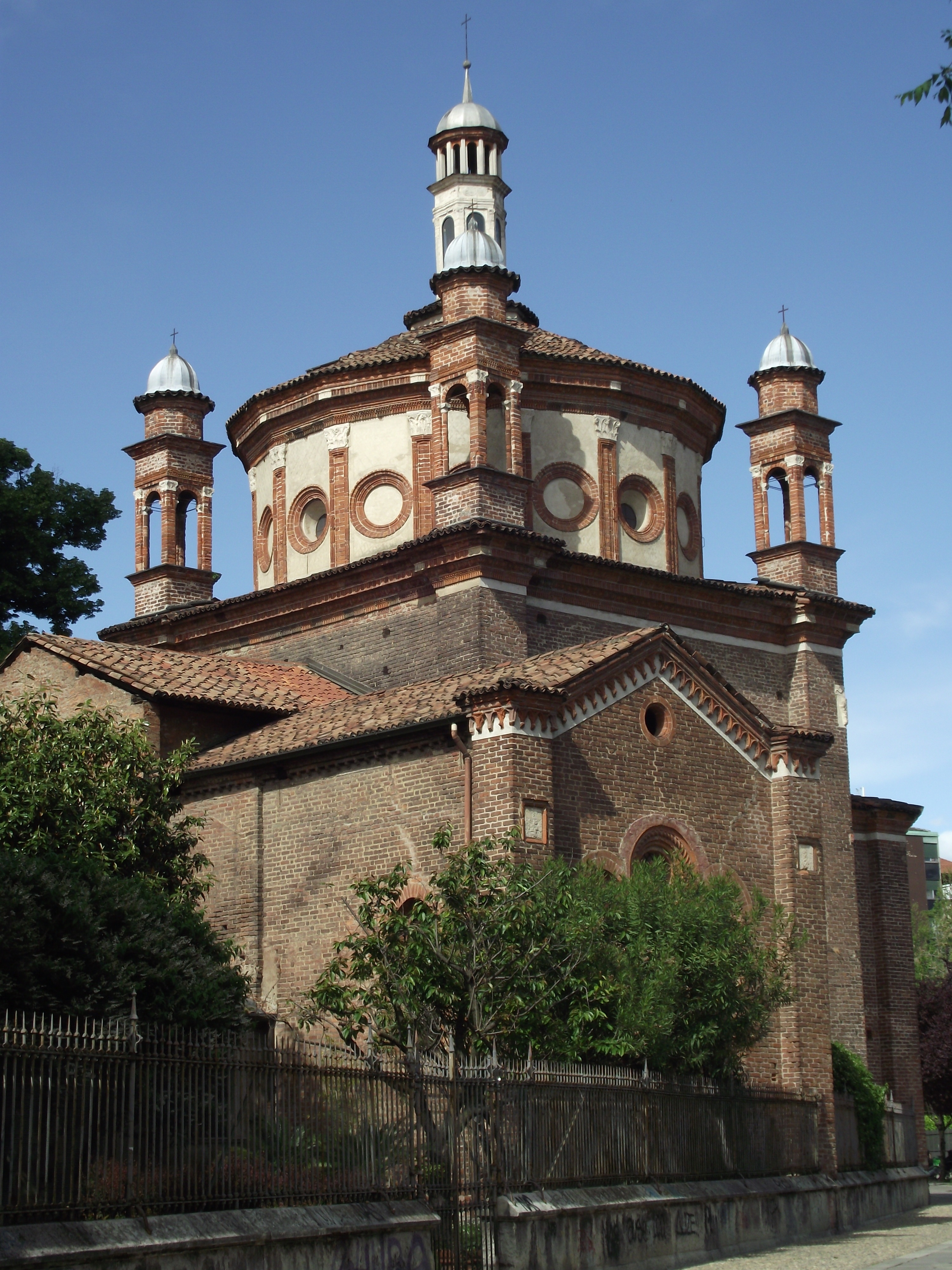
Esterno della Cappella Portinari

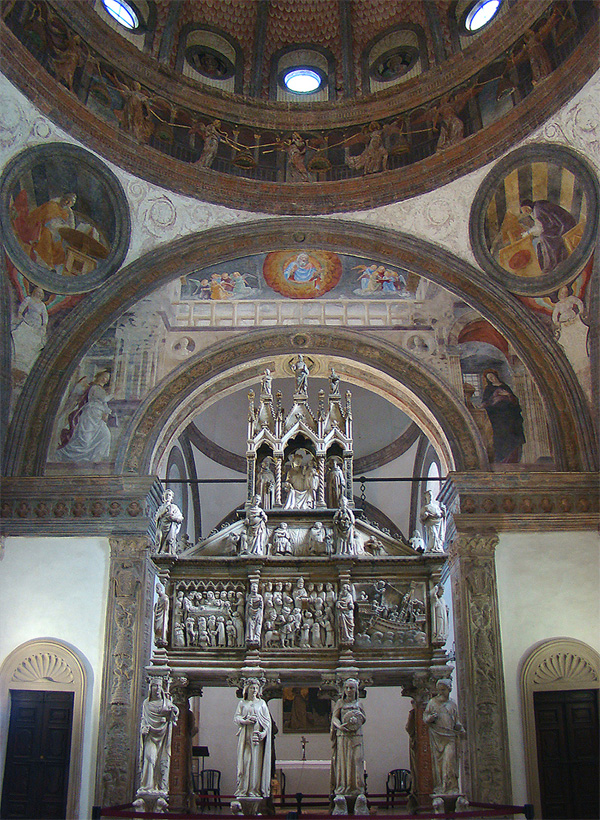
Interno della Cappella Portinari con l'Arca di San Pietro.

In fondo alla basilica è presente la maestosa cappella edificata tra il 1462 e il 1468 per volere del fiorentino Pigello Portinari, agente del Banco Mediceo a Milano, in onore di San Pietro Martire, predicatore domenicano ucciso da un eretico nel 1252. Lo stesso Pigello fu qui sepolto nel 1468.
La cappella, a pianta centrale e composta da due vani a pianta quadrata sormontati da cupole, costituisce la più evidente testimonianza dell'applicazione dell'architettura di stampo fiorentino nella Milano del secolo XV.
Il progetto e le decorazioni scultoree rimangono a tutt'oggi di difficile attribuzione, mentre il ciclo di affreschi, con episodi della vita del Santo e della Vergine, è un capolavoro di Vincenzo Foppa. Il ciclo comprende Annunciazione (parete frontale), Assunzione della Vergine (parete d'ingresso), il Miracolo del Piede risanato e il Martirio di San Pietro Martire (parete sinistra), il Miracolo della nube e il Miracolo della falsa Madonna (parete destra).
Nei pennacchi, all'interno di quattro oculi sono raffigurati i quattro padri della chiesa: San Gregorio Magno, San Gerolamo, Sant'Ambrogio e Sant'Agostino.
Sull'altare è visibile il ritratto del committente Pigello Portinari, inginocchiato davanti a San Pietro Martire.
All'ingresso della cappella si conservano, nella loro collocazione originaria, i due grandi candelieri in bronzo fuso realizzati nel 1653 dal Garavaglia.

#### L'Arca di san Pietro martire
Al centro della cappella Portinari si trova la celebre Arca di san Pietro Martire, capolavoro di Giovanni di Balduccio, della scuola di Giovanni Pisano, commissionata dai domenicani perché vi fossero deposti i resti del Santo. La paternità dell'opera è confermata dall'iscrizione posta sul sarcofago: "MAGISTER IOANNES BALDUCII DE PISIS SCULPSIT HANC ARCAM ANNO DOMINI MCCCXXXVIIII" ("Il maestro Giovanni di Balduccio da Pisa scolpì quest'arca nell'anno del Signore 1339").
Il sarcofago in marmo di Carrara è composto da una cassa rettangolare con coperchio a tronco di piramide sul quale è collocato un tabernacolo a cuspide che sovrasta le statue a tutto tondo di Maria assisa, san Domenico e san Pietro Martire. È sorretto da otto pilastri in marmo rosso di Verona, ai quali sono addossate otto statue raffiguranti le virtù cardinali (frontali da sinistra: la Giustizia, la Temperanza, la Fortezza, la Prudenza) e teologali (posteriori da sinistra: l'Obbedienza, la Speranza, la Fede, la Carità). Sopra queste, le formelle che circondano il sarcofago rappresentano, da sinistra: i Funerali del Santo, la Canonizzazione del Santo, il Miracolo della Nave, la Traslazione del corpo del Santo, il Miracolo del muto, il Miracolo della nube, la Guarigione dell'infermo e dell'epilettico, l'Uccisione del Santo.